# Hlaváčková stráň
Přírodní památka Hlaváčková stráň se rozkládá při jižním okraji osady Dolánky, která tvoří součást obce Zlončice v okrese Mělník Středočeského kraje. Jedná se o strmý svah na pravém břehu řeky Vltavy, přímo nad zdymadlem Dolany. Předmětem ochrany jsou suché louky a skalní stepi, spolu s význačnými zástupci teplomilné stepní a lesostepní flory a fauny. Zejména na vátých spraších v horní části svahu rostou xerofilní trávy jako kostřava walliská (Festuca valesiaca), smělek štíhlý (Koeleria macrantha), kavyl vláskovitý (Stipa capillata), kavyl sličný (Stipa pulcherrima), vyskytuje se též válečka prapořitá (Brachypodium pinnatum), typickými zástupci bylin jsou hlaváček jarní (Adonis vernalis) nebo kozinec rakouský (Astragalus austriacus). Území je lemováno pásem křovin, v něž je zastoupena trnka (Prunus spinosa), různé druhy hlohů a růží, též dřišťál obecný (Berberis vulgaris).